# Parasitiphis brunneus
Parasitiphis brunneus är en spindeldjursart som först beskrevs av Kramer 1898.  Parasitiphis brunneus ingår i släktet Parasitiphis och familjen Ologamasidae. Inga underarter finns listade i Catalogue of Life.